# Liste des intercommunalités de Meurthe-et-Moselle

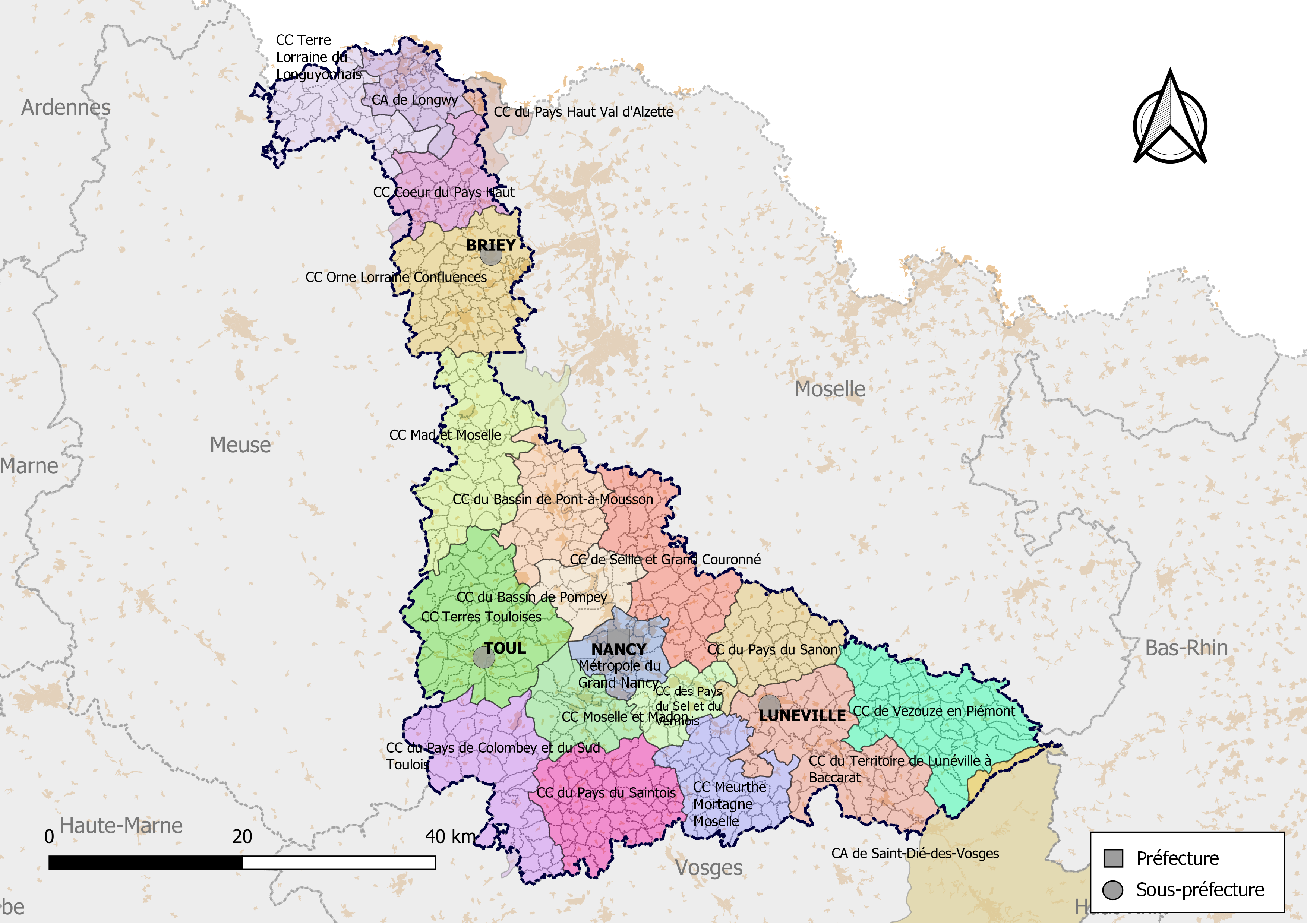
Carte des EPCI de Meurthe-et-Moselle au 1er janvier 2019.

Depuis le 1er janvier 2017, le département de Meurthe-et-Moselle compte 18 établissements publics de coopération intercommunale à fiscalité propre dont le siège est dans le département (une métropole, une communauté d'agglomération et 16 communautés de communes), dont trois qui sont interdépartementaux. Par ailleurs, 5 communes appartiennent à deux intercommunalités dont le siège est situé hors du département.

## Intercommunalités à fiscalité propre
| Forme juridique                                            | Nom                                      | no SIREN  | Date de création | Nombre de communes      | Population (der. pop. légale) | Superficie (km2) | Densité (hab./km2) | Siège                     | Président                    |
| ---------------------------------------------------------- | ---------------------------------------- | --------- | ---------------- | ----------------------- | ----------------------------- | ---------------- | ------------------ | ------------------------- | ---------------------------- |
| Métropole                                                  | Métropole du Grand Nancy                 | 245400676 | 1er janvier 1996 | 20                      | 256 928 (2021)                | 142,30           | 1 806              | Nancy                     | Mathieu Klein                |
| Communauté d'agglomération                                 | Grand Longwy Agglomération               | 245400262 | 28 novembre 1960 | 21                      | 63 238 (2021)                 | 173,50           | 365                | Longwy                    | Serge De Carli               |
| Communauté de communes                                     | CC Orne Lorraine Confluences             | 200070845 | 1er janvier 2017 | 41                      | 52 938 (2021)                 | 392,80           | 135                | Auboué                    | Luc Ritz                     |
| Communauté de communes                                     | CC Terres Touloises                      | 200070563 | 1er janvier 2017 | 41                      | 44 575 (2021)                 | 467,60           | 95                 | Écrouves                  | Fabrice Chartreux            |
| Communauté de communes                                     | CC du Territoire de Lunéville à Baccarat | 200070324 | 1er janvier 2017 | 43                      | 40 556 (2021)                 | 452,10           | 90                 | Lunéville                 | Laurent De Gouvion Saint Cyr |
| Communauté de communes                                     | CC du Bassin de Pont-à-Mousson           | 200041515 | 1er janvier 2014 | 31                      | 40 238 (2021)                 | 266,20           | 151                | Pont-à-Mousson            | Henry Lemoine                |
| Communauté de communes                                     | CC du Bassin de Pompey                   | 245400601 | 30 décembre 1994 | 13                      | 39 750 (2021)                 | 155,60           | 256                | Pompey                    | Laurent Trogrlic             |
| Communauté de communes                                     | CC des Pays du Sel et du Vermois         | 245400189 | 14 juillet 2001  | 16                      | 28 855 (2021)                 | 137,60           | 210                | Saint-Nicolas-de-Port     | David Fischer                |
| Communauté de communes                                     | CC Moselle et Madon                      | 245400171 | 12 août 1965     | 19                      | 28 274 (2021)                 | 188,90           | 150                | Neuves-Maisons            | Filipe Pinho                 |
| Communauté de communes                                     | Cœur du Pays-Haut                        | 200070290 | 1er janvier 2017 | 25 (dont 24 dans le 54) | 23 226 (2021)                 | 210,50           | 110                | Audun-le-Roman            | Daniel Matergia              |
| Communauté de communes                                     | CC Mad et Moselle                        | 200070738 | 1er janvier 2017 | 47 (dont 40 dans le 54) | 19 143 (2021)                 | 457,20           | 42                 | Thiaucourt-Regniéville    | Gilles Soulier               |
| Communauté de communes                                     | CC de Seille et Grand Couronné           | 200070589 | 1er janvier 2017 | 42                      | 18 894 (2021)                 | 345,10           | 55                 | Champenoux                | Claude Thomas                |
| Communauté de communes                                     | CC Meurthe, Mortagne, Moselle            | 200067643 | 1er janvier 2017 | 37                      | 16 508 (2021)                 | 270,60           | 61                 | Virecourt                 | Philippe Daniel              |
| Communauté de communes                                     | CC Terre Lorraine du Longuyonnais        | 200043693 | 1er janvier 2014 | 27                      | 15 379 (2021)                 | 242,70           | 63                 | Longuyon                  | Jean-Pierre Jacque           |
| Communauté de communes                                     | CC du Pays du Saintois                   | 200035772 | 1er janvier 2013 | 55                      | 14 274 (2021)                 | 348,30           | 41                 | Tantonville               | Dominique Lemoine            |
| Communauté de communes                                     | CC de Vezouze en Piémont                 | 200069433 | 1er janvier 2017 | 51                      | 11 576 (2021)                 | 445,0            | 26                 | Blâmont                   | Philippe Arnould             |
| Communauté de communes                                     | CC du Pays de Colombey et du Sud Toulois | 245400510 | 30 décembre 2000 | 38 (dont 37 dans le 54) | 11 243 (2021)                 | 371,80           | 30                 | Colombey-les-Belles       | Philippe Parmentier          |
| Communauté de communes                                     | CC du Pays du Sânon                      | 245400759 | 25 décembre 1997 | 28                      | 5 833 (2021)                  | 247,0            | 24                 | Einville-au-Jard          | Michel Marchal               |
| Intercommunalités dont le siège est situé hors département |                                          |           |                  |                         |                               |                  |                    |                           |                              |
| Communauté d'agglomération                                 | CA de Saint-Dié-des-Vosges               | 200071066 | 1er janvier 2017 | 77 (dont 3 dans le 54)  | 73 353 (2021)                 | 979,90           | 75                 | Saint-Dié-des-Vosges (88) | David Valence                |
| Communauté de communes                                     | CC du Pays Haut Val d'Alzette            | 245701404 | 1er janvier 2005 | 8 (dont 2 dans le 54)   | 29 401 (2021)                 | 72,90            | 403                | Audun-le-Tiche (57)       | André Parthenay              |

## Découpage par arrondissement

### Métropole

Les communautés de communes de Meurthe-et-Moselle en 2014

Métropole du Grand Nancy

### Communautés de communes de l'arrondissement de Briey
1. Communauté d'agglomération de Longwy
2. Communauté de communes Mad et Moselle
3. Communauté de communes du Cœur du Pays-Haut
4. Communauté de communes du Jarnisy
5. Communauté de communes du Longuyonnais
6. Communauté de communes du Pays de Briey
7. Communauté de communes du Pays de l'Orne

### Communautés de communes de l'arrondissement de Lunéville
1. Communauté de communes du Bayonnais
2. Communauté de communes du Lunévillois
3. Communauté de communes de la Mortagne
4. Communauté de communes du Pays du Sânon
5. Communauté de communes du Piémont Vosgien
6. Communauté de communes du Val de Meurthe
7. Communauté de communes des Vallées du Cristal
8. Communauté de communes de la Vezouze

### Communautés de communes de l'arrondissement de Nancy
1. Communauté de communes du Bassin de Pompey
2. Communauté de communes du Bassin de Pont-à-Mousson
3. Communauté de communes de Seille et Grand Couronné
4. Communauté de communes Moselle et Madon
5. Communauté de communes du Pays du Saintois
6. Communauté de communes des Pays du Sel et du Vermois

### Communautés de communes de l'arrondissement de Toul
1. Communauté de communes de Hazelle en Haye
2. Communauté de communes du Pays de Colombey et du Sud Toulois
3. Communauté de communes du Toulois

### Communes membres d'intercommunalités interdépartementales
- Villerupt et Thil sont membres de la communauté de communes du Pays-Haut Val d'Alzette (EPCI du 57).
- Bionville, Pierre-Percée et Raon-lès-leau sont membres de la communauté d'agglomération de Saint-Dié-des-Vosges (EPCI du 88).

- La Communauté de communes Cœur du Pays-Haut et la Communauté de communes du Pays de Colombey et du Sud Toulois contiennent des communes des départements voisins.

## Historique
Le 1er janvier 2010,
- les 2 communautés de communes du Cristal et d'entre Meurthe et Verdurette fusionnent pour former la communauté de communes des Vallées du Cristal.

Le 1er janvier 2013,
- les 3 communautés de communes du Saintois, du Mirabée et de la Pipistrelle fusionnent pour former la communauté de communes du Pays du Saintois.
- les 2 communautés de communes du Massif de Haye et de la Hazelle fusionnent pour former la communauté de communes de Hazelle en Haye.

Le 1er janvier 2014,
- les 4 communautés de communes du Pays de Pont-à-Mousson, du Froidmont, du Grand Valmont et des Vals de Moselle et de l'Esch fusionnent pour former la communauté de communes du Bassin de Pont-à-Mousson.
- les 2 communautés de communes des Deux Rivières et du Pays de Longuyon fusionnent pour former la communauté de communes du Longuyonnais.
- les 2 communautés de communes du Badonvillois et du Pays de la Haute Vezouze fusionnent pour former la communauté de communes du Piémont Vosgien.
- les 2 communautés de communes des Côtes en Haye et du Toulois fusionnent pour former une communauté de communes éponyme : la du Toulois.
- la communauté de communes du Saintois au Vermois est dissoute, les communes se répartissent sur les 3 communautés de communes de Moselle et Madon, des Pays du Sel et du Vermois et du Bayonnais.

Le 1er janvier 2017,
- transformation de la communauté de communes de l'agglomération de Longwy en communauté d'agglomération,
- création de la Communauté de communes de Seille et Mauchère - Grand Couronné par fusion de la communauté de communes de Seille et Mauchère et de la communauté de communes du Grand Couronné, étendue aux communes isolées de Bratte, Moivrons et Villers-lès-Moivrons,
- création de la communauté de communes de Vezouze en Piémont par fusion de la communauté de communes de la Vezouze et de la communauté de communes du Piémont Vosgien,
- création de la communauté de communes des Pays de Briey, du Jarnisy et de l'Orne par fusion de la communauté de communes du Pays de l'Orne, de la communauté de communes du Jarnisy et de la communauté de communes du Pays de Briey, étendue à la commune isolée de Saint-Ail,
- création de la communauté de communes du Territoire de Lunéville à Baccarat par fusion de la communauté de communes du Lunévillois et de la communauté de communes des Vallées du Cristal, étendue aux communes de Fraimbois, Franconville, Haudonville, Lamath, Magnières, Moyen, Vallois, Vathiménil et Xermaménil (issues de la communauté de communes de la Mortagne) et de Réhainviller (issue de la communauté de communes du Val de Meurthe),
- création de la communauté de communes Mad et Moselle par fusion de la communauté de communes du Val de Moselle (Moselle) et de la communauté de communes du Chardon Lorrain, étendue à la commune d'Hamonville (issue de la communauté de communes du Toulois),
- création de la communauté de communes Meurthe, Mortagne, Moselle par fusion de la communauté de communes du Bayonnais et de la communauté de communes du Val de Meurthe (hormis Réhainviller), étendue aux communes d'Essey-la-Côte, Gerbéviller, Giriviller, Mattexey, Moriviller, Remenoville, Seranville et Vennezey (issues de la communauté de communes de la Mortagne),
- création de la communauté de communes Pays de l'Audunois et du Bassin de Landres par fusion de la communauté de communes du Bassin de Landres et de la communauté de communes du Pays Audunois,
- création de la communauté de communes Terres Touloises par fusion de la communauté de communes du Toulois (hormis Hamonville) et de la communauté de communes de Hazelle en Haye,
- extension de la communauté de communes des Pays du Sel et du Vermois aux communes de Crévic (issue de la communauté de communes du Pays du Sânon) et de Ferrières et Tonnoy (issues de la communauté de communes du Bayonnais),
- la commune d'Aroffe quitte la communauté de communes du Pays de Colombey et du Sud Toulois pour rejoindre la communauté de communes de l'Ouest Vosgien (Vosges),
- la commune de Crévic quitte la communauté de communes du Pays du Sânon pour rejoindre la communauté de communes des Pays du Sel et du Vermois.